# Барито
Бари́то (индон. Barito) — река на индонезийской территории острова Калимантан. Протекает в основном по провинции Центральный Калимантан, в нижнем течении также по провинции Южный Калимантан, служа на некоторых участках их естественной административной границей. Впадает в Яванское море в районе города Банджармасин, образуя общую дельту с несколькими меньшими по размеру реками.
Длина — около 880 км, площадь бассейна — около 100 000 км². Среднегодовой расход воды в нижнем течении около 5000 м³/с. Имеет существенное транспортное значение, в частности, в плане лесосплава и перевозки каменного угля, добываемого на её берегах.

## Гидрография

Барито на карте (север справа)

Длина около 880 км, глубина до 8 метров. Ширина в нижнем течении в пределах 650—800 метров, в районе устья до 1 км. Площадь бассейна около 100 тысяч км². Расход воды подвержен значительным сезонным колебаниям — река наиболее многоводна в апреле и ноябре, когда выпадает максимальное количество осадков и значительные прибрежные территории затапливаются паводковыми водами. Периодически наводнения на Барито приобретают характер масштабных стихийных бедствий, приводя к разрушениям прибрежных населённых пунктов и эвакуации местного населения. Весьма мощным было наводнение, произошедшее в январе 2021 года: в результате его несколько человек погибло, ущерб понесли не менее 20 тысяч местных жителей.
Истоки находятся в центре острова Калимантан на южных склонах горного хребта Мюллер (индон. Pegunungan Muller). В верхнем течении река протекает по узким долинам между горных склонов, исключительно извилиста, местами порожиста, имеются водопады. В среднем и нижнем течении протекает преимущественно по равнинной, как правило, значительно заболоченной местности. В нижнем течении на реке имеется довольно много островов, в том числе достаточно крупных.
В самом нижнем течении соединяется многочисленными протоками с несколькими другими реками, протекающими в этом районе практически параллельно с ней (Кахаян, Мартапура и др.) и фактически образует с ними при впадении в Яванское море весьма разветвлённую общую дельту. Левый рукав Барито протекает непосредственно в черте города Банджармасин — административного центра провинции Южный Калимантан.
Крупнейшие притоки — Капуас, который впадает справа в черте города Куала-Капуас примерно в 50 км от устья Барито, и Мартапура, впадающая в левый рукав Барито в северных пригородах Банджармасина. Всего же в бассейне Барито протекает 183 реки.

## Транспортное и хозяйственное значение

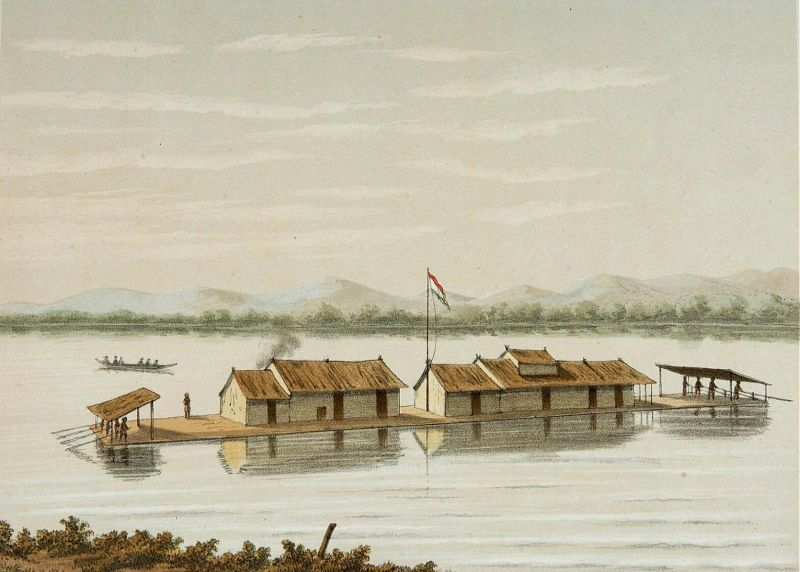
Плот с жилыми домами на Барито. Нидерландская литография 1880-х годов

Барито — одна из важнейших воднотранспортных артерий Калимантана, связывающая центральные районы острова с его южным побережьем. Активное хозяйственное использование реки, начавшееся ещё в период нидерландской колонизации Индонезии, обусловлено достаточно высокой степенью экономической освоенности прибрежных районов. В частности, на значительном протяжении Барито протекает в непосредственной близости к одним из крупнейших в Индонезии месторождениям каменного угля. На её берегах расположены населённые пункты, в частности, Пурукчау, Муаратеве, Пенданг, Бунтон, Куала-Капуас, в дельте стоит Банджармасин — крупнейший город и порт Калимантана.
С конца XX века в результате активной хозяйственной деятельности на берегах реки отмечается рост экологических проблем, прежде всего, увеличение объёмов загрязнения воды Барито промышленными отходами. Кроме того, интенсивное использование воды Барито для ирригационных нужд приводит к её постепенному обмелению на многих участках.
Ширина и глубина реки в нижнем течении обеспечивает возможности для активного грузового и пассажирского судоходства на протяжении всего года. В то же время, в среднем течении интенсивность навигации зависит от сезонных разливов реки. Так, в засушливые периоды на многих участках открываются мели и пороги, препятствующие прохождению судов. Это нередко приводит к перебоям в поставках грузов, в частности, угля.

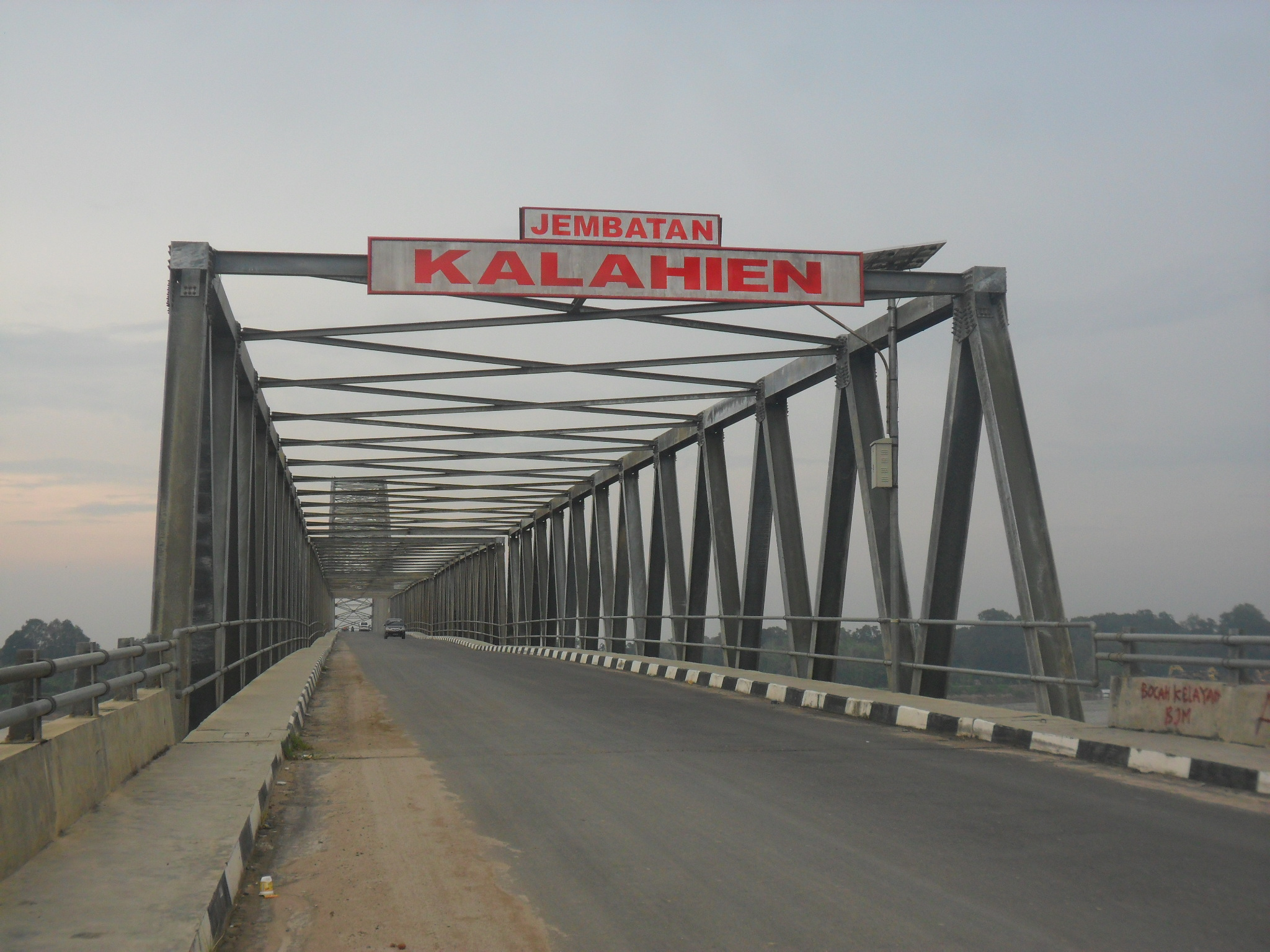
620-метровый мост через Барито в провинции Центральный Калимантан

Зоной особо оживлённого судоходства является устье реки, в частности, в черте Банджармасина. Помимо крупных грузовых и пассажирских судов здесь постоянно курсирует большое количество мелких судов и лодок, находящихся в частном пользовании. Исторически отличительной чертой некоторых участков реки являются плавучие базары — торговые точки, расположенные на плотах и понтонах, которые иногда достигают весьма внушительных размеров.
Берега Барито практически на всем протяжении являются зоной масштабных лесозаготовок, что предопределяет постоянную активность лесосплава. Координацией лесохозяйственной деятельности на прилегающих к реке территориях ведает учрежденный министерством лесного хозяйства Индонезии Совет по управлению районом течения Барито (индон. Balai Pengelolaan Daerah Aliran Sungai Barito), в обязанности которого, помимо прочего, входит мониторинг экологической обстановки на реке.
Рыболовство на реке широко практикуется местным населением, однако промышленного значения не имеет.
В различных местах через Барито наведено несколько мостов. Наибольшее транспортное значение имеет так называемый «Мост Барито» (индон. Jembatan Barito), расположенный к северу от Банджармасина — он открыт в 1997 году и, имея протяжённость 1082 метра, является самым длинным речным мостом Индонезии. В марте 2010 года властями провинции Южный Калимантан было объявлено о планах строительства «Моста Барито — 2», который должен превзойти «Мост Барито» по пропускной способности.